# Шахматово (платформа)
Шахма́тово — остановочный пункт Южно-Уральской железной дороги. Расположен в Чебаркульском районе Челябинской области на расстоянии 4 км западнее одноимённой деревни. Пристанционный посёлок состоит из одной улицы, на которой расположено меньше десяти домов.
На платформе Шахматово останавливаются все проходящие через неё пригородные поезда кроме экспресса Челябинск — Миасс. Поезда дальнего следования в Шахматово не останавливаются.